# Dacryodes uruts-kunchae
Dacryodes uruts-kunchae är en tvåhjärtbladig växtart som beskrevs av Daly, M.C.Martínez & D.A.Neill. Dacryodes uruts-kunchae ingår i släktet Dacryodes och familjen Burseraceae. Inga underarter finns listade i Catalogue of Life.